# Richard L. Anderson
Richard (Dick) L. Anderson (North Liberty, 20 aprile 1915 – Lexington, 19 febbraio 2003) è stato uno statistico statunitense, uno dei pionieri moderni della statistica negli Stati Uniti.

## Biografia e vita privata
Anderson è nato nel 1915, uno degli otto figli di George William e Mabel Schrader Anderson.
Inizialmente Richard aiutava il padre nelle attività agricole, ma non volendo fare una vita di agricoltore studiò con particolare impegno per evitare tale eventualità. Virgil Anderson, uno dei fratelli di Richard Anderson, è sua volta uno statistico.
Nel gennaio 1946 sposa  Mary Turner. Nel 1950 nasce Kathryn H. Anderson (Kathy). Nel 1953 nasce William Bayard Anderson (Bill).

## Studi e carriera accademica
Anderson frequenta le superiori a North Liberty, Indiana. Nel 1936 consegue il AB degree alla  DePauw University e si iscrive alla graduate school della Iowa State University dove segue corsi tenuti da George W. Snedecor, William Gemmell Cochran e Gerhard Tintner. Quest'ultimo ha diretto la sua tesi. Nel 1941 consegue il PhD in matematica, statistica ed economia.
Dopo la tesi, poco prima che gli USA entrassero in guerra, Anderson affianca Gertrude Mary Cox per strutturare il programma statistico della 
North Carolina State University. Nel 1944 lavora presso il Statistical Research Group della  Princeton University.
Nel 1967 Anderson si trasferisce alla University of Kentucky per strutturare un nuovo programma statistico.
Nel 1985 si ritira dall'attività accademica.

## Incarichi e onorificenze
Nel 1982 è stato presidente della American Statistical Association.